# Richard Anderson
|  | For den amerikanske general, se Richard H. Anderson |
Richard Anderson (født 8. august 1926 i Long Branch i New Jersey, død 31. august 2017 i Beverly Hills) var en amerikansk skuespiller.

## Film i udvalg
- 1947 - Perlen
- 1951 - Missouri
- 1952 - Scaramouche
- 1955 - Hit the Deck
- 1956 - Kampen på dødskloden
- 1957 - Ærens vej
- 1966 - Manden der skiftede ansigt
- 1970 - Tora! Tora! Tora!
- 1993 - Gettysburg